# Gornja Mala (Živinice, BiH)
Gornja Mala je naseljeno mjesto u sastavu općine Živinice, Federacija Bosne i Hercegovine, BiH.

## Zemljopis
Nalazi se uz Dubrave Donje, do 1955. zvanih Dubrave Hrvatske. U blizini je selo Petrovići, Par Selo Gornje, Orašje i Pasci Gornji. Gornja Mala je naslonjena na rudnik Dubrave. Obližnje Dubrave spadaju u vrh hrvatskih naselja Tuzlanske županije po gubitku stanovnika. Poslije rata izgubile su više od pola starosjedilačkoga naroda, i istovremeno imali veliko doseljavanje muslimana iz Podrinja. Zaseok Petrovići bili su najsjeveroistočnije hrvatsko selo u Bosni, a prije izgradnje rudnika to su bili Perići i Milići. Čajići su uz zapadni rub rudnika, Petrovići također, a Milići i Perići su iseljeni i dio su rudničkog bazena.

## Povijest
PK Dubrave izgrađen je tako da obuhvaća isključivo sela Hrvata. Selo Gornja Mala bila je stopostotno hrvatska, a obuhvaćala je, gledano s vrha, zaseoke Milići, Đulabići, Nikići, Božići, Stijepići, Markelići i dr. Makadamski put povezivao ih je za Dubrave Raskršće, čvorište cesta Tuzla - Zvornik - Živinice. S istoka na granici su s hrvatskim selom Perićima s kojima ih je povezivao dvokilometarski šumski put. Iz Perića je olimpijac, bacač kugle Dragan Perić. Izgradnjom PK deložirano je to selo. Na zapadu je bilo selo Čajići i prostiralo se sve do katoličkog groblja Par Selo. Kod izlaza na glavni put desno se ide za Tuzlu, lijevo ka Živinicama, a u protusmjeru nakon dvjestotinjak hrvatskih kuća prestaje sve što ima veze s križem i počinje traka koja prebacuje ugljen na depo i vagone koji se nalaze na nekadasnjoj Titovoj pruzi Tuzla - Zvornik. Titova ideologija zaludila je ovaj dio hrvatskog naroda koji živi ovdje. Većina su bili nepismeni i slijepo su vjerovali u bratstvo i jedinstvo.

## Gospodarstvo
U blizini je rudnik ugljena. Stanovništvo ima problema sa skupinama koje ilegalno eksploatiraju ugljen s područja  PK Dubrave. Nadležne institucije u rukama su Muslimana. Zbog nerada i nemara po pitanju potkradanja PK Dubrave i svega što se zbiva okolo njega, posebno na dijelu koji je izgrađen u i kroz nekoliko hrvatskih naselja, poprima razmjere državnog terorizma. S PK Dubrave ispuštena je velika količina blatne vode, koja je većoj skupini hrvatskih obitelji u naselju Čajići, MZ Par Selo, Općina Tuzla (nasuprot naselju Gornja Mala, općina Živinice) uništila imanja i imovinu.
PK Dubrave i država BiH trpi štetu zbog ilegalne eksploatacije ugljena. Ugljen se krade na nekoliko mjesta, s trake, iz vagona, ili odvoženjem. Čini se da je omogućeno samo muslimanima ta krađa. Dnevno kradljivci svih dobi i spola skinu toliku količinu da svaki zaradi jednu prosječnu mjesečnu plaću običnog radnika.
Postoji drugi kanal financiranja. Iz bogatih islamskih zemalja koje financiraju krajnje konzervativni islam, plaćaju drugoj skupini muslimana da žive tako, izvan svih tradicija civilizacijskih dosega bosanskohercegovačkih muslimana.

## Stanovništvo
Nekada je Gornja Mala imala 500 stanovnika, a danas tek 50. Mještani Gornje Male i Petrovića stalno imaju problema s kradljivcima ugljena, koji pri krađi ugljena provaljuju i u kuće. Obližnje Dubrave spadaju u vrh hrvatskih naselja Tuzlanske županije po gubitku stanovnika. Poslije rata izgubile su više od pola starosjedilačkoga naroda, i istovremeno imali veliko doseljavanje muslimana iz Podrinja.

## Poznate osobe
- Tunjo Nikić, SDP BiH

## Vanjske poveznice
- Gornja Mala kod Dubrave kod Živinica, Facebook